# Thüringer Gesetz zur Hilfe und Unterbringung psychisch kranker Menschen
Das Thüringer Gesetz zur Hilfe und Unterbringung psychisch kranker Menschen, kurz Psychischkrankengesetz Thüringen, ist ein Landesgesetz in Thüringen. Das Gesetz regelt unter anderem die Unterbringung.
Thüringen war damit das letzte der neuen Bundesländer, in dem das bis dahin geltende Gesetz über die Einweisung in stationäre Einrichtungen für psychisch Kranke vom 11. Juni 1968 außer Kraft trat.
Auf der Basis des Gesetzes gibt es eine Besuchskommission.